# 英数学館小学校・中学校・高等学校
英数学館小学校・中学校・高等学校（えいすうがっかんしょうがっこう・ちゅうがっこう・こうとうがっこう）は、広島県福山市引野町日和に所在し、小中高一貫教育を提供する私立小学校・中学校・高等学校。

## 沿革
- 1977年 - 学校法人広島加計学園創立期成会発足
- 1979年 - 学校法人広島加計学園設置認可
- 1980年 - 英数学館中学校開校
- 1983年 - 英数学館高等学校開校
- 1983年 - 呼和浩特第2中学校（中国）との教育交流協定締結
- 1987年 - ナイチンゲール・バムフォード学園（英語版）（アメリカ）との教育交流協定締結
- 1990年 - バンディランテス高等学校（ブラジル）との教育交流協定締結
- 1992年 - フィンドレー大学（アメリカ）との教育交流協定締結
- 1994年 - 英数学館小学校開校
- 1997年 - 慶一学園（韓国、昌原慶一高等学校・昌原慶一女子高等学校）との教育交流協定締結
- 2006年 - グレート・フォールズ小学校（アメリカ）との教育交流協定締結
- 2009年 - ワデル・ランゲージ・アカデミー（アメリカ）との教育交流協定締結
- 2011年 - 無錫市堰橋中学（中国）との教育交流協定締結
- 2012年 - ワサッチ・アカデミー（アメリカ）との教育交流協定締結
- 2013年 - コーニッシュ・カレッジ（英語版）（オーストラリア）との教育交流協定締結
- 2014年 - フェアヒルズ・ハイスクール（英語版）（オーストラリア)との教育交流協定締結
- 2016年 - シンガポール日本人学校（シンガポール）との教育交流協定締結
- 2016年 - 英数学館中高等学校が国際バカロレアDP認定
- 2017年 - ゴールデングローブ・ルーテラン小学校（オーストラリア）との教育交流協定締結
- 2018年 - 学校法人アミークス国際学園（沖縄）との教育交流協定締結
- 2020年 - 英数学館小学校が国際バカロレアPYP認定

## 特色
- 小中高一貫教育を実施している。2007年には小学校に中四国初となるイマージョン教育を導入。子供たちの天分を最大限に伸ばし、国際社会に貢献出来る人材を育成することを建学の理念に掲げている。2017年から英数学館高等学校にて国際バカロレア・ディプロマプログラムを開講、2020年から英数学館小学校にて国際バカロレア・プライマリーイヤープログラムを開講。
- 学力伸長の保証、国際性を養う、キャリア教育の実践、を教育の3本柱としている。
- 設置者は「学校法人広島加計学園」で、予備校の「学校法人英数学館」とはグループであるが別法人である。
- 元々加計学園グループが瀬戸内・北部九州地区に展開していた大学進学予備校「英数学館」で培った進学指導経験を中等教育に活かす趣旨で設立された。

（1955年開設の広島英数学館を始めとする英数学館予備校は加計学園グループの発祥であり、1980年代前半までは中国地方を代表する予備校であったが、河合塾・代々木ゼミナール等の大手予備校の進出により大学受験生を奪われたため、後年は「英数学館リスタ」としてサポート校事業に軸足を移し、広島英数学館は2004年に広域通信制高校の並木学院高等学校へ転換した。なお、学校教育法に定義される一条校として加計学園グループ校の中で最初に設立された学校は1961年に設立された岡山県の岡山理科大学附属高等学校である事に注意）
- 敷地の地下には山陽新幹線竹之内トンネルがある。
- 2011年度より、広島県では初となる中学校硬式野球部を創部する。
- 2023年7月、福山シティフットボールクラブ連携協定を結んだ。2011年から休止しているサッカー部の活動を2024年4月から再開し、練習環境の確保や部員のキャリア教育などに取り組む[2]。

## 著名な出身者
- 小林史明（衆議院議員・広島7区選出、デジタル副大臣、内閣府副大臣）
- 大藤剛宏（岡山大学臓器移植医療センター肺移植チーフ）
- 神原弥奈子（(株)ジャパンタイムズ代表取締役会長、神石インターナショナルスクール理事長）
- 和泉紗江（元・宝塚歌劇団宙組娘役）
- 福田真啓（プロ野球選手）

## 著名な教職員・関係者
- 北別府学（元プロ野球選手、同校硬式野球部臨時コーチ）

## 最寄駅
- JR山陽本線:大門駅より徒歩約10分。